# Ghenadi
Ghenadi (în rusă Геннадий; transliterat pe plan internațional ca Gennady), scris și Ghennadi sau Ghenadii, este un prenume masculin rus, derivat de la numele de origine grecească Gennadios/Gennadius. Forma feminină a numei este Ghenadia.
Echivalentul românesc al acestui nume este Ghenadie.
Persoane notabil ce poartă acest nume:
- Ghenadii Bulgacov (n. 1959), deputat în Parlamentul Republicii Moldova în legislatura 2005-2009
- Ghenadi Hazanov (n. 1945), artist de estradă, actor de teatru și televiziune, prezentator și umorist rus
- Ghenadi Karponosov, patinator artistic rus
- Ghenadi Ianaev (1937-2010), om politic rus, fost vicepreședinte (decembrie 1990 - 19 august 1991) și președinte interimar (19-21 august 1991) al URSS
- Ghenadi de Novgorod
- Ghenadi Rozjdestvenskii
- Ghenadi Ziuganov, politician rus
- Ghenadi Golovkin, boxer kazah
- Ghenadi Korotkevici, programator bielorus
- Ghenadii Orbu (n. 1970), antrenor ucrainean de fotbal și fost fotbalist